# ویکتور اسپاراگو
ویکتور اسپاراگو (اسپانیایی: Víctor Espárrago‎؛ زادهٔ ۶ اکتبر ۱۹۴۴) یک بازیکن و سرمربی فوتبال اهل اروگوئه است.
از باشگاه‌هایی که در آن بازی کرده‌است می‌توان به باشگاه فوتبال ناسیونال اروگوئه، و رکریتیوو اوئلوا و باشگاه فوتبال سویا اشاره کرد.
وی همچنین در تیم ملی فوتبال اروگوئه بازی کرده است.